# Coves del Drac
Die Coves del Drac (kastilisch Cuevas del Drach, „Drachenhöhlen“) sind ein Tropfsteinhöhlensystem an der Ostküste der spanischen Baleareninsel Mallorca. Die Höhlen befinden sich im Gemeindegebiet von Manacor südlich des Ortes Porto Cristo.
Die in der mallorquinischen Region (Comarca) Llevant gelegenen Höhlen besitzen den größten unterirdischen See Europas. Das begehbare Höhlensystem, in dem sich sechs weitere Seen befinden, erstreckt sich über eine Länge von 1700 Metern.

## Geschichte
Schon vor rund 3000 Jahren wussten die Bewohner Mallorcas von der Existenz der Coves del Drac. Frühgeschichtliche Funde in deren Nähe bestanden aus Teilen des Hausrats einer talayotischen Ansiedlung; diese führten zur Entdeckung des Zugangs. Der Name der Höhle weist hin auf lokale Legenden. Diesen zufolge hatten Piraten und die Templer dort ihre Schätze einem Drachen schutzbefohlen. Aber weder die Ureinwohner Mallorcas noch die Piraten hatten sich je weiter als 200 Meter in die Höhle gewagt, so weit, wie der Ausgang noch sichtbar war.
Im Jahr 1339, nach der Zerschlagung des Templerordens, wurde auf Anordnung des Gouverneurs von Mallorca eine Gruppe von Soldaten beauftragt, die Drachenhöhle nach dem verschwundenen Schatz der Templer zu durchsuchen. Es entstanden die ersten Aufzeichnungen und Karten. In diesem Zusammenhang wurde auch eine Urkunde erstellt, die die Expeditionen dokumentiert und die seit 1339 im Archiv des Königreichs Mallorca aufbewahrt wird.
1878 wurden einige Katalanen für drei Tage in der Coves del Drac vermisst. Die lebend geborgenen Forscher erzählten über das Höhleninnere, ohne jedoch bestimmen zu können, wie weit sie gegangen waren. In ihrer Verzweiflung hatten sie in die Höhlenwand die Worte „No hi ha esperança“ („Es gibt keine Hoffnung mehr“) geritzt.
1880 befuhr der deutsche Höhlenforscher Will die Höhle und legte über den vorderen Teil Karten an. Bei seinem Besuch stellte er fest, dass die Abweichung vom Kompass Kurs Nord umso größer wurde, je weiter er in das Innere vordrang.
1896 erforschte und kartografierte der Franzose Édouard Alfred Martel 1300 Meter des Höhlensystems. Auftraggeber und Finanzier war Erzherzog Ludwig Salvator von Österreich-Toskana. Martel fand den riesigen kristallklaren, konstant 20 °C warmen See in der Höhle, der nach ihm Llac Martel benannt wurde. Der See ist 177 Meter lang, durchschnittlich 40 Meter breit und bis zu 9 Meter tief.
1904 entdeckte der rumänische Meeresbiologe Emil Racoviță in dem Höhlensystem eine zuvor unbekannte Gattung und Art von Asseln, der er 1905 den Namen Typhlocirolana moraguesi gab. Dieser Fund trug dazu bei, dass er sich weiterhin der Erforschung unterirdischer Ökosysteme widmete und heute als Begründer des Forschungszweigs der Biospeläologie gilt.

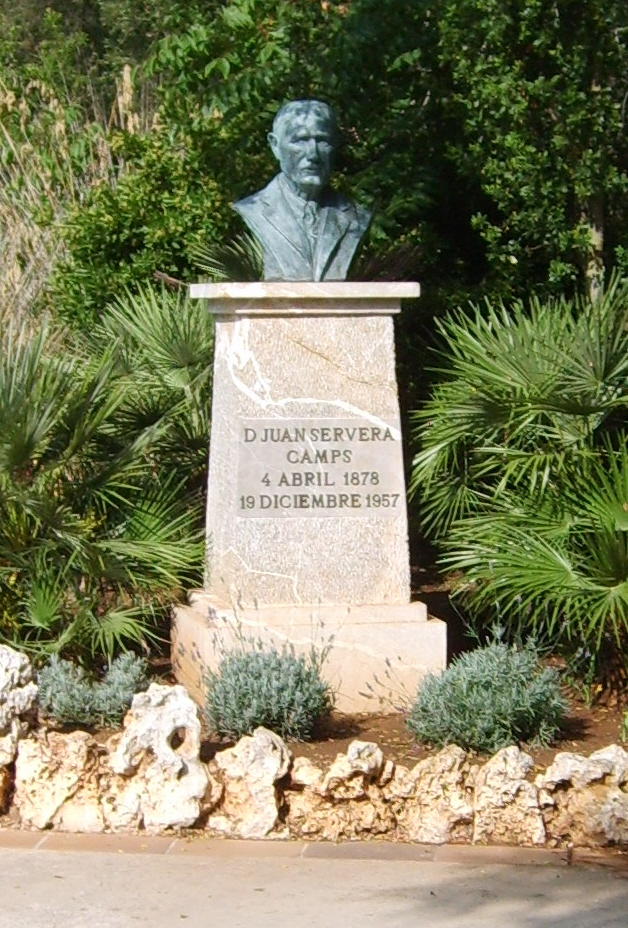
Denkmal zu Ehren von Joan Servera Camps

1922 begann der Mallorquiner Juan Servera Camps damit, die Höhlen touristisch zu erschließen. Er kaufte das Landstück bei Porto Cristo, auf dem sich der Eingang zur Höhle befand. Nach damaligem Gesetz, das wusste der Mitbegründer des Fremdenverkehrsamtes, gehörten die Höhlen dem, auf dessen Grund der Eingang lag, unabhängig davon, wie weit sie unterirdisch reichten. Servera ließ Wege, Treppen und Sitzplätze anlegen und bei der Cala Murta einen neuen Zugang öffnen.
1934, nach einigen privaten Vorstellungen mit Musik und Ballett in den Höhlen, ließ er die Räume durch den Ingenieur Carles Buïgas i Sans dramatisch ausleuchten und ließ über den See die ersten beleuchteten Orchesterboote fahren, jeweils gefolgt von zwei Besucherbooten.
1935 erfolgte die offizielle Eröffnung. Die Grotten erhielten Phantasienamen wie „Feentheater“ und „Dianas Bad“ oder sie wurden nach ihren Gesteinsformationen „Fahne“ oder „Mönch und Kaktus“ benannt. Bis heute werden Besucher zu Klängen von Musik durch die ausgeleuchtete Höhle geführt.

## Besuch heute
Heute sind die Coves del Drac eine der bekanntesten Touristenattraktionen auf Mallorca und sehr stark frequentiert. Während der Hochsaison werden tausende Menschen im Stundentakt durch die Höhlengänge geschleust, da eine individuelle Führung bei diesen Massen nicht mehr möglich ist. Dies ruft zahlreiche Kritiker der starken Kommerzialisierung auf den Plan. Die Höhlen sind das ganze Jahr hindurch für Besucher geöffnet. Das Fotografieren ohne Blitz sowie Filmen ohne Stativ ist in der Höhle, außer im Auditorium, erlaubt (Stand: September 2022).
In der Tropfsteinhöhle befinden sich interessante Kalksteinformationen. Einige der Stalagmiten und Stalaktiten treffen sich in der Mitte und bilden Säulen. Am Llac Martel (Martelsee) befindet sich heute ein Auditorium mit Platz für etwa 1100 Besucher, das für inszenierte musikalische  Darbietungen genutzt wird.